# Виборчий округ 63
Виборчий округ 63 — виборчий округ в Житомирській області. В сучасному вигляді був утворений 28 квітня 2012 постановою ЦВК №82 (до цього моменту існувала інша система виборчих округів). Окружна виборча комісія цього округу розташовується в приміщенні виконавчого комітету Бердичівської міської ради за адресою м. Бердичів, пл. Центральна, 1.
До складу округу входять місто Бердичів, а також Андрушівський, Бердичівський, Попільнянський і Ружинський райони. Виборчий округ 63 межує з округом 67 на північному заході, з округом 66 на півночі, з округом 91 на сході і на південному сході, з округом 18 на півдні та з округом 13 на південному заході. Виборчий округ №63 складається з виборчих дільниць під номерами 180001-180045, 180102-180154, 180869-180910, 180912, 181022-181065 та 181225-181264.

## Народні депутати від округу
| Ім'я                          | Фото | Партія         | Скликання | Дата набуття повноважень | Дата припинення повноважень |
| ----------------------------- | ---- | -------------- | --------- | ------------------------ | --------------------------- |
| Лабунська Анжеліка Вікторівна |      | самовисуванець | 7-ме      | 12 грудня 2012           | 27 листопада 2014           |
| Ревега Олександр Васильович   |      | самовисуванець | 8-ме      | 23 грудня 2014           | 29 серпня 2019              |
| Кицак Богдан Вікторович       |      | Слуга народу   | 9-те      | 29 серпня 2019           |                             |

## Результати виборів

### Парламентські

#### 2019
Кандидати-мажоритарники:
- Кицак Богдан Вікторович (Слуга народу)
- Ревега Олександр Васильович (самовисування)
- Шаповал Анатолій Анатолійович (Батьківщина)
- Романський Ігор Васильович (самовисування)
- Чернявський Павло Петрович (Радикальна партія)
- Онуфрієнко Наталія Анатоліївна (Опозиційна платформа — За життя)
- Вишньов Віктор Михайлович (самовисування)
- Марценюк Сергій Михайлович (самовисування)
- Лужанський Станіслав Іванович (самовисування)
- Міщук Микола Миколайович (самовисування)
- Абрамов Олег Геннадійович (Опозиційний блок)
- Сємьонов Віталій В'ячеславович (самовисування)

#### 2014
Кандидати-мажоритарники:
- Ревега Олександр Васильович (самовисування)
- Жебрівський Павло Іванович (Собор)
- Лабунська Анжеліка Вікторівна (самовисування)
- Побережний Олексій Сергійович (самовисування)
- Дідур Андрій Григорович (Сильна Україна)
- Лужанський Станіслав Іванович (Патріотична партія України)
- Демчук Костянтин Лукич (самовисування)
- Глушенко Олександр Валерійович (Воля)
- Ігнатенко Олександр Степанович (самовисування)

#### 2012
Кандидати-мажоритарники:
- Лабунська Анжеліка Вікторівна (самовисування)
- Ревега Олександр Васильович (Партія регіонів)
- Жебрівський Павло Іванович (Собор)
- Петренко Микола Миколайович (самовисування)
- Піскун Святослав Михайлович (самовисування)
- Семенюк-Самсоненко Валентина Петрівна (Соціалістична партія України)
- Файдун Микола Іванович (УДАР)
- Побережний Олексій Сергійович (самовисування)
- Демчук Костянтин Лукич (Комуністична партія України)
- Унгурян Павло Якимович (самовисування)
- Каплієнко Володимир Володимирович (самовисування)
- Опацький Олександр Станіславович (самовисування)
- Шевченко Олексій Вікторович (самовисування)
- Бучнєва Людмила Володимирівна (самовисування)
- Каленський Анатолій Зигмунтович (Україна — Вперед!)
- Цехоцький Сергій Всеволодович (самовисування)
- Байдик Ігор Миколайович (самовисування)
- Єлізарова Тетяна Олександрівна (самовисування)
- Ковальов Юрій Вікторович (самовисування)
- Бицай Микола Миколайович (самовисування)
- Проскуров Володимир Володимирович (самовисування)
- Васильченко Анатолій Олександрович (самовисування)
- Кисленко Василь Васильович (самовисування)

## Явка
Явка виборців на окрузі: